# Nothoscordum tuyutiense
Nothoscordum tuyutiense är en amaryllisväxtart som beskrevs av Pierfelice Ravenna. Nothoscordum tuyutiense ingår i släktet vaniljlökar, och familjen amaryllisväxter. Inga underarter finns listade i Catalogue of Life.